# José Barreiro
José Barreiro (Buenos Aires, 16 maart 1920) is een  voormalig Argentijns voetballer en trainer.
Hij begon zijn carrière bij Chacarita Juniors in de Primera B en promoveerde na één seizoen naar de hoogste klasse met de club. In 1944 maakte hij de overstap naar het grote Racing Club en speelde daar twee seizoenen om dan terug te keren naar Chacarita. In 1948 ging hij voor Estudiantes La Plata spelen. In 1951 maakte hij deel uit van het elftal dat met 7-0 won van CA Vélez Sarsfield, waarin hij twee keer scoorde. Hij beëindigde zijn carrière bij Chacarita.
In 1957 begon hij zijn trainersloopbaan bij San Lorenzo. In 1959 werd hij kampioen met de club. Door zijn succes werd hij in 1959 gevraagd om het Argentijns elftal te leiden op de Copa América 1959 samen met José Della Torre en Victorio Spinetto. Het elftal won vijf van de zes wedstrijden en speelde gelijk tegen wereldkampioen Brazilië en won de Copa América. Een jaar later leidde hij San Lorenzo naar de halve finale van de eerste editie van de Copa Libertadores, waar ze verloren van CA Peñarol. Hij verliet San Lorenzo maar keerde nog terug in 1963-64 en 1966-67.